# Neófito Nasri
Neófito Nasri (1670-1731), fue obispo de Sednaya de la iglesia católica greco-melquita y tuvo un papel preeminente en la escisión de la Iglesia melquita en 1724.

## Vida
Nasrallah Neophytos Nasri nació en Aleppo en 1670. Ingresó joven como monje en el Monasterio de Nuestra Señora de Balamand y en 1696 fue uno de los fundadores de la Orden basiliana de San Juan Bautista. Sirvió también como predicado en Amid. En 1722 fue nombrado obispo de Sednaya, y consagrado obispo en el mismo año por el Patriarca Athanasius III Dabbas.
El 1 de octubre de 1724 consagre Cyril VI Tanas como obispo y Patriarca de la Iglesia Melquita, originando así la escisión de la Iglesia Melquita. Tras las persecuciones del partido ortodoxo, tuvo que abandonar Sednaya y en 1730 se trasladó a Roma, donde murió el 21 de febrero de 1731 y fue enterrado en la capilla de Propaganda Fide.
Una biografía de Neófito Nasri fue escrita por su discípulo Ignatius Quandalaft.